# جاك جان بابتيست
جاك جان بابتيست (بالإسبانية: Jack Jean-Baptiste)‏ هو لاعب كرة قدم هندوراسي، ولد في 20 ديسمبر 1999 في سان بيدرو سولا في هندوراس. لعب مع نادي موتاجوا ‏.

## وصلات خارجية
- جاك جان بابتيست على موقع قاعدة بيانات كرة القدم.إي يو (الإنجليزية)
- جاك جان بابتيست على موقع ناشيونال فوتبول تيمز (الإنجليزية)
- جاك جان بابتيست على موقع Soccerway.com (الإنجليزية)